# Trolejbusy w Kutaisi
Trolejbusy w Kutaisi − zlikwidowany system komunikacji trolejbusowej w gruzińskim mieście Kutaisi.

## Historia
Trolejbusy w Kutaisi uruchomiono 11 września 1949. W szczytowym momencie istnienia sieci trolejbusowej w 1979 w mieście było 88 km tras i 10 linii. Trolejbusy zlikwidowano w 2009.

## Tabor
W eksploatacji znajdowały się trolejbusy ZiU-9, Škoda 9Tr i YaTB-4.